# Oude Niedorp
Oude Niedorp est un village situé dans la commune néerlandaise de Hollands Kroon, dans la province de la Hollande-Septentrionale.

## Histoire
Oude Niedorp a été une commune indépendante jusqu'au 1er août 1970. Elle fusionne alors avec Winkel et Nieuwe Niedorp pour former la nouvelle commune de Niedorp.